# Rhizophora racemosa
Rhizophora racemosa G.Mey., 1818 è una pianta della famiglia Rhizophoraceae.

## Descrizione

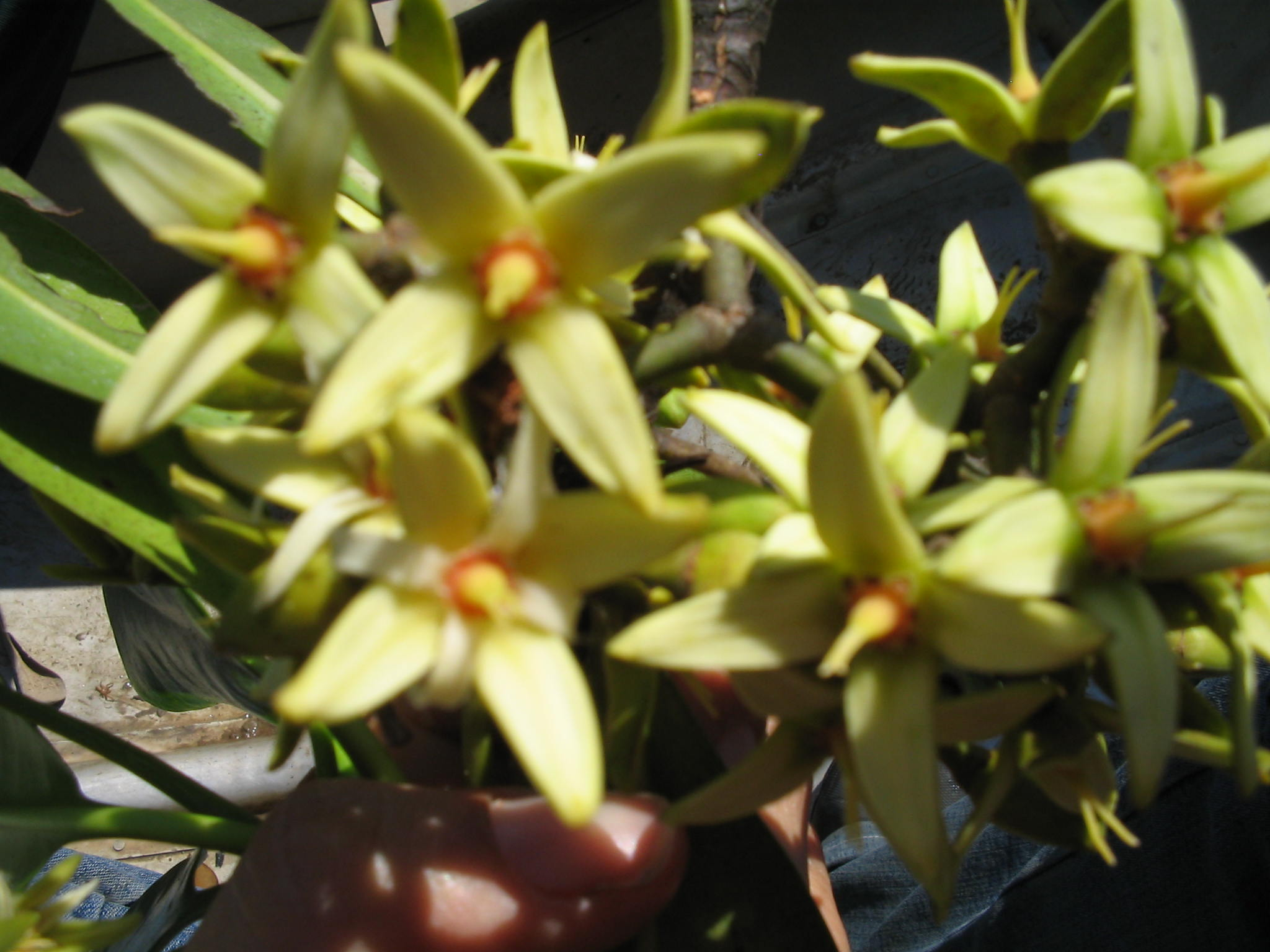
Fiori
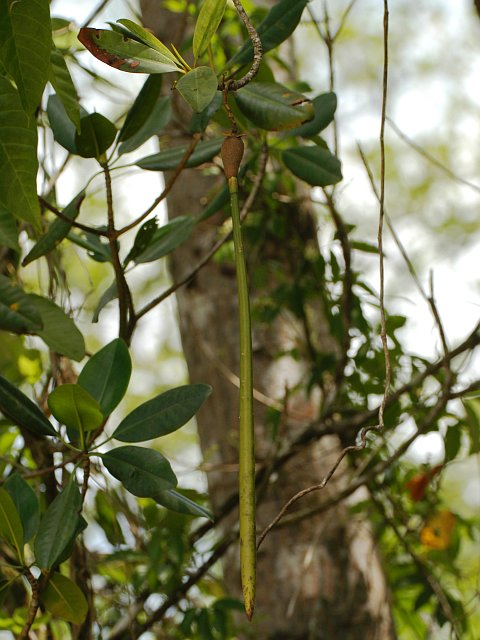
Propagulo

## Distribuzione e habitat
Questa specie è presente, con popolazioni molto frammentate, nelle mangrovie lungo la costa pacifica dell'America Centrale, la costa settentrionale del Sud America e la costa atlantica dell'Africa. In America è riportata in Brasile, Colombia, Guiana Francese, Panama, Trinidad e Tobago e Venezuela. Lungo la costa pacifica si estende dalla Costa Rica all'Ecuador, includendo le  isole Cocos. In Africa è più diffusa di quanto non lo sia nelle Americhe e si trova dalla Mauritania meridionale all'Angola.
Cresce nelle aree costiere in prossimità delle foci dei fiumi, necessitando di un certo grado di salinità.